# Live (album Hari Mata Hari)
Live to drugi album koncertowy (live) zespołu Hari Mata Hari. Został nagrany i wydany w 2002 roku. Album ten stanowi zapis z koncertu na żywo w Sarajewie, który odbył się w 2002 roku.

## Tytuły piosenek
1. "Kao domine" (live)
2. "Svi moji drumovi" (live)
3. "Ne lomi me" (live)
4. "Hej, kako si" (live)
5. "Kad dođe oktobar" (live)
6. "Ti znaš sve" (live)
7. "Ja nemam snage da te ne volim" (live)
8. "Sedam rana" (live)
9. "Volio bi' da te ne volim" (live)
10. "Crni snijeg" (live)
11. "Strah me da te volim" (live)
12. "Ja ne pijem" (live)
13. "Baš ti lijepo stoje suze" (live)
14. "Nije za te bekrija" (live)
15. "Ja imam te, a k'o da nemam te" (live)
16. "Ostavi suze za kraj" (live)

## Członkowie zespołu

### Hari Mata Hari
- Hajrudin Varešanović - wokal
- Izo Kolećić - perkusja
- Karlo Martinović - gitara solo
- Nihad Voloder - gitara basowa